# Cima Cece
Cima Cece – szczyt w Alpach Fleimstalskich, w Alpach Wschodnich. Leży w regionie Trydent-Górna Adyga, w północnych Włoszech. Leży na południowy zachód od Predazzo.